# Западный (Парковское сельское поселение)
За́падный — посёлок в Тихорецком районе Краснодарского края России.
Входит в состав Парковского сельского поселения.

## География
Посёлок находится в месте соединения железнодорожных линий Тихорецк — Кропоткин и Тихорецк — Сальск, на южной окраине города Тихорецк, административного центра района.

## Население
| 2002 | 2010 |
| ---- | ---- |
| 948  | ↘919 |

## Улицы
| - ул. Железнодорожная, - ул. Зелёная, - ул. Космическая, | - ул. Краснодарская, - ул. Мира, - ул. Профильная. |